# Gábor Klaniczay

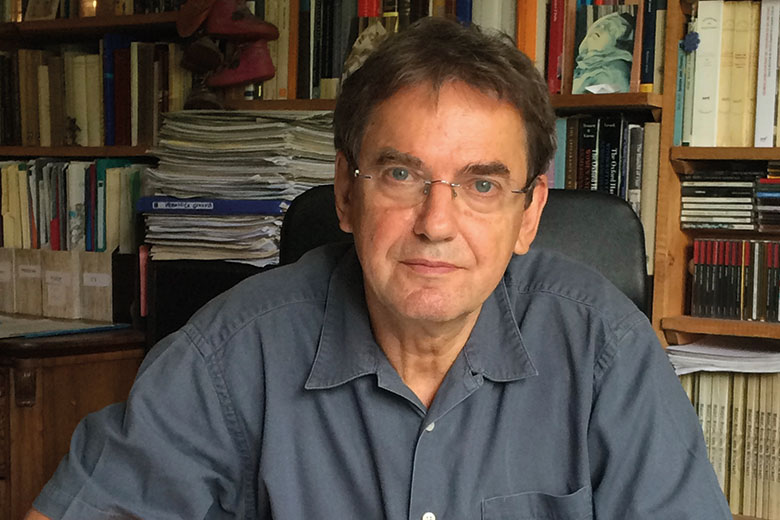
Gábor Klaniczay, 2019

Gábor Klaniczay (* 18. Juli 1950 in Budapest) ist ein ungarischer Historiker.
Er studierte Geschichte, Mediävistik und englische Philologie an der Eötvös-Loránd-Universität. Er wurde 1993 Professor für Mediävistik an der Central European University. Er forschte zu historischen Anthropologie und der historischen Verwendungszwecke von Häresie, Heiligkeit, Visionen, Stigmatisierung, Magie und Hexerei. 2018 wurde Klaniczay in die American Academy of Arts and Sciences gewählt.

## Schriften (Auswahl)
- A civilizáció peremén. Kultúrtörténeti tanulmányok. Budapest 1990, ISBN 963-14-1634-8.
- Heilige, Hexen, Vampire. Vom Nutzen des Übernatürlichen. Berlin 1991, ISBN 3-8031-5131-7.
- mit Tibor Klaniczay: Szent Margit legendái és stigmái. Budapest 1994, ISBN 963-7719-46-6.
- Holy rulers and blessed princesses. Dynastic cults in medieval central Europe. Cambridge 2002, ISBN 0-521-42018-0.
- Ellenkultúra a hetvenes-nyolcvanas években. Budapest 2003, ISBN 963-9356-49-2.